# Revelaciones de una noche
Revelaciones de una noche es el tercer álbum en  directo de la banda española de heavy metal Saratoga después de Tiempos de directo y A morir, grabado el 6 de marzo del 2010 en la Sala Penélope de Madrid.
Fue lanzado en junio de 2010 por el sello discográfico Avispa Music y salió en tres formatos: CD, DVD y CD-DVD.

## Canciones DVD
El álbum en edición DVD está compuesto de 19 canciones de todos los discos de Saratoga.
1. Revelaciones (Intro)
2. No Sufriré Jamás Por Ti
3. El Planeta Se Apaga
4. Ángel de Barro
5. Ojos De Ira
6. Ave Fénix
7. Deja Vu
8. Medidas Extremas (Tony Hernando Solo)
9. A Morir
10. Cuando Tus Sueños Te Hagan Llorar
11. Dueño Del Aire
12. Utopía (Andy C. Solo)
13. Luna Llena
14. Las Puertas Del Cielo
15. Vientos De Guerra
16. Sigues Estando (En Mi Vida)
17. El Vuelo Del Halcón
18. Resurrección
19. Perro Traidor

## Canciones CD
En formato CD está compuesto de 15 canciones.
1. Revelaciones (Intro) - 1:33
2. No Sufriré Jamás Por Ti - 3:54
3. El Planeta Se Apaga - 3:34
4. Ángel de Barro - 4:37
5. Deja Vu - 5:50
6. A Morir - 4:55
7. Dueño Del Aire - 5:22
8. Luna Llena - 5:15
9. Las Puertas Del Cielo - 4:20
10. Maldito Corazón - 6:30
11. Vientos De Guerra - 5:17
12. Sigues Estando (En Mi Vida) - 4:16
13. El Vuelo Del Halcón - 5:10
14. Resurrección - 5:40
15. Perro Traidor - 5:30

## Formación
- Tete Novoa - Voz
- Tony Hernando - Guitarra
- Niko del Hierro - Bajo
- Andy C. - Batería y piano

- Datos: Q6106903